# Microregione di Jacobina
Jacobina è una microregione dello Stato di Bahia in Brasile, appartenente alla mesoregione di Centro-Norte Baiano.

## Comuni
Comprende 16 municipi:
- Caém
- Caldeirão Grande
- Capim Grosso
- Jacobina
- Miguel Calmon
- Mirangaba
- Morro do Chapéu
- Ourolândia
- Piritiba
- Ponto Novo
- Quixabeira
- São José do Jacuípe
- Saúde
- Serrolândia
- Várzea do Poço
- Várzea Nova